# Jesionka (Żyrardów)
Pour les articles homonymes, voir Jesionka.
Jesionka (prononciation : [jɛˈɕɔnka]) est un village polonais de la gmina de Wiskitki dans le powiat de Żyrardów de la voïvodie de Mazovie dans le centre-est de la Pologne.
Il se situe à environ 9 kilomètres au sud-ouest de Wiskitki (siège de la gmina), 7 kilomètres au sud-ouest de Żyrardów (siège de la Powiat) et à 60 kilomètres au sud-ouest de Varsovie (capitale de la Pologne).
Le village possède approximativement une population de 680 habitants.

## Histoire
De 1975 à 1998, le village appartenait administrativement à la voïvodie de Skierniewice.